# 倍率地域
倍率地域（ばいりつちいき）は、路線価が定められていない地域で、土地の評価額を倍率方式で計算する地域のこと。倍率方式では、国税庁が地域ごとに定めた倍率を固定資産税評価額に乗じて算出した金額によって評価する。地域ごとに定めた倍率は、評価倍率表に掲載されている。

## 倍率地域の例
- 道路に面していない宅地
- 市街化されていない宅地

## 帰還困難区域
福島第一原子力発電所事故に関する帰還困難区域は、倍率や路線価を定めることが困難なため、相続税などの申告の際に評価額を0としてもよい。